# 성녀 마르타의 집

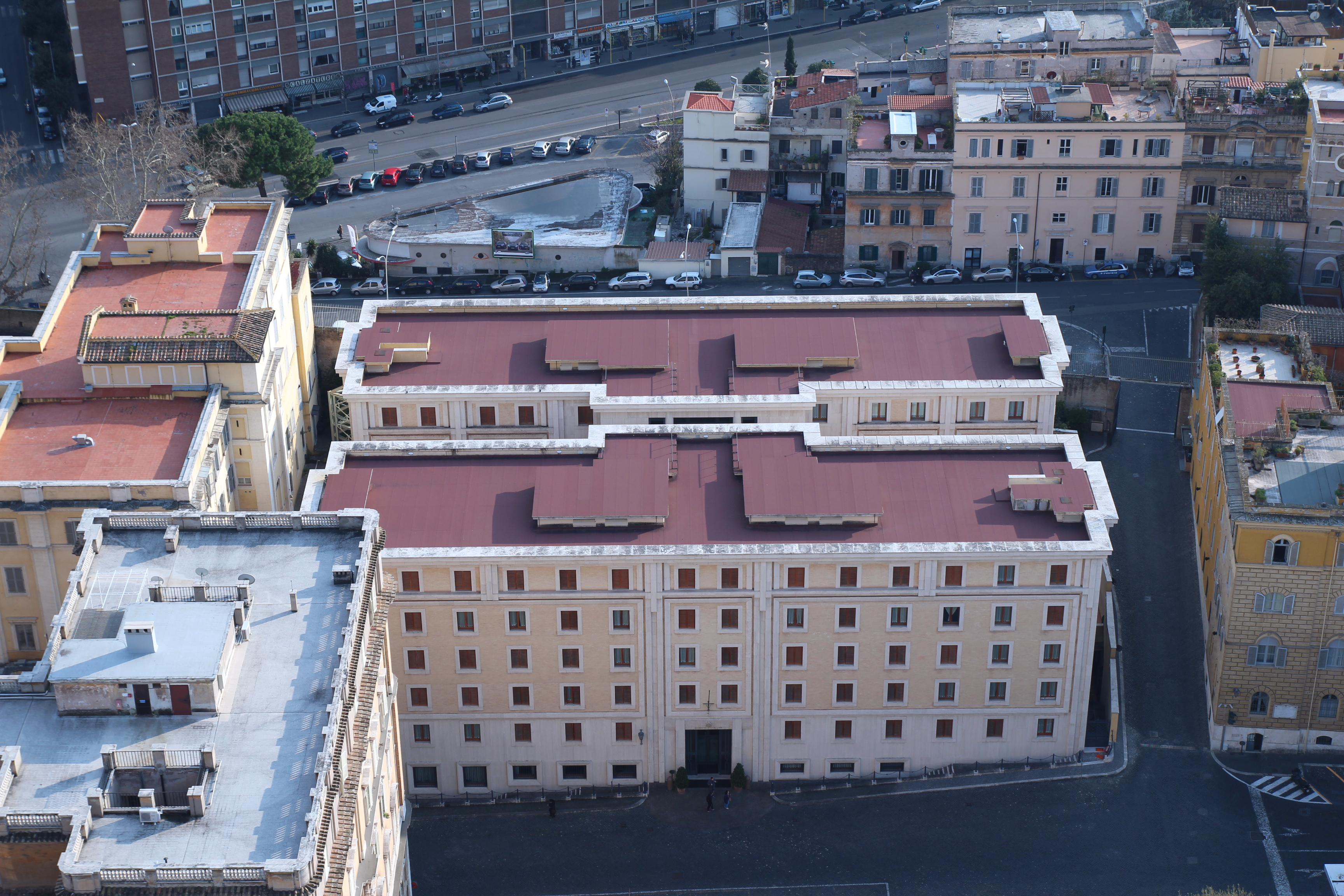

성녀 마르타의 집(영어 : Saint Martha's House / 라틴어 : Domus Sanctae Marthae)은 성 베드로 대성전 근처, 종전의 순례자 숙소 자리에 지어진 현대식 숙박시설이다. 1996년에 건축된 이후 마르타의 집은 고위성직자들이나 교황청에 업무상 방문한 사람들에게 숙박의 편의를 제공해 왔다. 5층 건물에는 스위트룸 106개, 싱글룸 22개, 아파트(독채) 한 채가 있다. 관리 업무는 국무원이 지명한 관리자에게 위임되며, 정해진 법령에 따라 관리업무를 한다.
사도좌 공석 기간에, 마르타의 집에 거주하던 사람들은 거처를 옮겨 교황선거인 추기경들의 투숙을 준비한다. 콘클라베가 시작되면, 선거인 추기경들 외에도, 선거 과정과 관련된 사람들은 교황령 <주님의 양 떼> 제46조에 따라 바티칸 내 지정장소에 숙식하면서 대기해야 한다.
성녀 마르타의 집은 1996년 3월 25일 교황 요한 바오로 2세의 친서에 따라 세워졌다. 현재의 건물은 1891년 교황 레오 13세 교황의 명으로 설치된 성녀 마르타 치료소(hospice)를 대체하는 건물이다. 바티칸 인근 지역에 콜레라가 5번째로 창궐했을 때 병자들을 돌보는 용도로 치료소가 설치됐던 것이다. 이곳은 제2차 세계 대전 기간에 망명자, 유대인, 이탈리아와 외교관계가 단절된 나라의 외교관들이 머물던 곳이기도 하다.
교회 규정상, 현재 “성녀 마르타의 집”은 재단으로 지정돼 있다. 요한 바오로 2세는 친서에서 이렇게 밝혔다. “근래의 상황을 감안해, 기존 재단 대신 ”성녀 마르타의 집“으로 명명된 재단을 설립한다. 본 재단은 국무원에서 일하는 교회 인사들과, 또 가능하다면, 교황청 법원의 관계자들, 교황 알현이나 교황청이 주최하는 행사와 회의에 참석하기 위해 바티칸을 방문한 추기경과 주교들에게 진정한 사제적 형제애의 정신으로 숙박을 제공하는 데 목적이 있다. 이는 마르타의 집을 교황 선거 기간에 선거인 추기경들을 위해서만 사용하도록 한 <주님의 양 떼>의 규정에도 부합한다.”
<주님의 양 떼>는 교황선거인 추기경 외에 교황 선거 과정과 관련해 일상적, 공적 필요에 부응하기 위해 마르타의 집에 투숙하거나 출입할 수 있는 관계자의 범위를 명시한다. 추기경단 사무처장, 교황전례원장, 의전담당사제, 고해성사를 위해 배정된 여러 언어권의 사제, 긴급상황에 대비한 의사 2명, 청소와 식사 담당자 등이다. 이에 해당하는 사람들은 모두 교황궁무처장의 사전 승인을 받아야 한다.
콘클라베 기간에 선거인 추기경들은 숙소에서 시스티나 성당까지 소형 버스를 타거나 걸어서 갈 수 있다. 이동 중에 외부인을 마주치더라도 대화나 의사소통은 금지된다.